# Rudolf Urbanec
Rudolf Urbanec (Dačice (Duits: Datschitz), Moravië, 3 december 1907 – Praag, 28 december 1976) was een Tsjechisch componist, muziekpedagoog en dirigent.

## Levensloop
Urbanec studeerde in Praag en ging aansluitend naar de militaire kapel van het Infanterie-Regiment no. 35 in Pilsen. In 1936 werd hij militaire kapelmeester. In 1938 werd hij benoemd tot dirigent van de militaire kapel van het Infanterie-Regiment no. 17 in Trencin. Van 1939 tot 1942 was hij docent en professor aan het conservatorium in Teheran, Iran. Daarna werd hij lid van het Tsjechoslowakische Exil-Leger in Engeland en werd na de Tweede Wereldoorlog dirigent van de Posádkovoá hudba Praha (militaire kapel van het garnizoen) te Praag. In 1952 ging hij met pensioen.
Hij was verder bezig bij de platenmaatschappij Supraphon als adviseur, klankregisseur en dirigent van het Grote blaasorkest Supraphon. Met dit orkest heeft hij vele plaatopnames gemaakt. 
Als componist schreef hij marsen en dansen voor harmonieorkest.

## Composities

### Werken voor harmonieorkest
- Katerina, mars
- Květinová polka
- Květy jara, wals
- Proč jsi mi lásku sliboval, polka
- V růžové besídce, polka
- Vlaj, prapore náš, voor koor en harmonieorkest